# Calendulauda
Calendulauda – rodzaj ptaków z rodziny skowronków (Alaudidae).

## Zasięg występowania
Rodzaj obejmuje gatunki występujące w Afryce.

## Morfologia
Długość ciała 14–19 cm; masa ciała 21–43 g (samce z reguły są większe i mają dłuższe dzioby od samic).

## Systematyka
Rodzaj zdefiniował w 1855 roku brytyjski zoolog Edward Blyth w raporcie kustosza muzeum opublikowanym w czasopiśmie The Journal of the Asiatic Society of Bengal. Gatunkiem typowym jest (oznaczenie monotypowe) afroskowronek śniady (C. albescens).

### Etymologia
- Calendulauda: zbitka wyrazowa nazw rodzajów: Calendula Swainson, 1837 i Alauda, Linnaeus, 1758[4].
- Anacorys: gr. ανα ana ‘znowu, jeszcze raz’; nowołac. corys ‘skowronek’, od gr. κορυδος korudos  ‘skowronek z czubem’, od κορυς korus, κορυθος koruthos ‘hełm’[5]. Gatunek typowy (oznaczenie monotypowe): Mirarfa africanoides A. Smith, 1836.

### Podział systematyczny
Gatunki wyodrębnione z rodzajów Certhilauda i Mirafra. Do rodzaju należą następujące gatunki:
- Calendulauda rufa (Lynes, 1920) – afroskowronek zmienny
- Calendulauda sabota (A. Smith, 1836) – afroskowronek białobrewy
- Calendulauda poecilosterna (Reichenow, 1879) – afroskowronek rdzawolicy
- Calendulauda gilletti (Sharpe, 1895) – afroskowronek somalijski
- Calendulauda africanoides (A. Smith, 1836) – afroskowronek białobrzuchy
- Calendulauda albescens (Lafresnaye, 1839) – afroskowronek śniady
- Calendulauda burra (Bangs, 1930) – afroskowronek kasztanowaty
- Calendulauda erythrochlamys (Strickland, 1853) – afroskowronek rudy